# Stora Bugärde
Stora Bugärde is een plaats in de gemeente Härryda in het landschap Västergötland en de provincie Västra Götalands län in Zweden. De plaats heeft 343 inwoners (2005) en een oppervlakte van 102 hectare. De plaats grenst aan twee meren: Hällsjön en Buasjön voor de rest bestaat de directe omgeving van de plaats voornamelijk uit bos. Het tätort Stora Bugärde beslaat behalve de plaats Stora Bugärde zelf ook nog de aan deze plaats vastgegroeide plaats Bua Södra.

## Verkeer en vervoer
Bij de plaats loopt de Länsväg 156.